# جری هرمان
جری هرمان (انگلیسی: Jerry Herman; ۱۰ ژوئیهٔ ۱۹۳۱) آهنگساز، نوازنده پیانو، و ترانه‌سرای اهل ایالات متحده آمریکا بود.
وی همچنین برندهٔ جوایزی همچون جایزه مرکز کندی شده‌ است.